# Радченко, Константин Фёдорович
Константин Фёдорович Радченко (1872 — 1908) — доктор славянской филологии, профессор Нежинского историко-филологического факультета.

## Биография
Сын надворного советника.
Среднее образование получил в Киевской 1-й гимназии, которую окончил в 1890 году с золотой медалью. Уже в старших классах гимназии проявил интерес к самостоятельным научным занятиям и за сочинение «Трибные и центуриальные реформы Сервия Туллия», представленное им в киевское отделение Общества классической филологии и педагогики, получил Пироговскую премию.
После поступления в университет обратился к изучению славяно-русской филологии, которой занимался, главным образом, под руководством профессора Т. Д. Флоринского, ставшего для Радченко главным учителем и близким другом. В 1894 году окончил курс историко-филологического факультета университета Св. Владимира, причём был удостоен золотой медали за монографию о сербском писателе Досифее Обрадовиче, которая затем была издана на средства университета и создала молодому автору определенную известность в науке. В том же году Радченко был оставлен при университете стипендиатом для приготовления к профессорскому званию, а уже в 1896 году выдержал магистерский экзамен, после чего был командирован в Москву и Санкт-Петербург для занятий рукописями в тамошних библиотеках и архивах. Результатом этой командировки стал подробный отчет с приложением ценных историко-литературных рукописных материалов, а предметом исследований были, главным образом, южно-славянские рукописи, необходимые для работы над диссертацией. В 1896—1898 годах состоял учителем русского языка и словесности в частной женской гимназии А. А. Бейтель в Киеве.
В 1898 году защитил магистерскую диссертацию «Религиозное и литературное движение в Болгарии в эпоху перед турецким завоеванием» и был командирован с научной целью за границу на два года. За время командировки посетил Вену, Прагу, Болгарию, Сербию и Афон, причём слушал лекции известных профессоров славистики, знакомился с постановкой у них практических занятий, занимался рукописями в библиотеках и монастырях. В результате частых путешествий у Радченко усилилась чахотка (туберкулез), так что он вынужден был прервать свою командировку и заняться лечением болезни.
По возвращении из-за границы в 1900 году был зачислен приват-доцентом Университета Св. Владимира по кафедре славянской филологии. В 1901 году был избран экстраординарным профессором Нежинского историко-филологического института по кафедре русского языка и славянских наречий, освободившейся по смерти В. В. Качановского, а в 1906 году назначен ординарным профессором по той же кафедре. В последний период своей научной деятельности Константин Федорович совершил еще несколько поездок в западно- и южно-славянские страны, собирая рукописные материалы по истории южно-славянской литературы.
Умер в 1908 году в Нежине. Похоронен на Байковом кладбище в Киеве.

## Сочинения
- Досифей Обрадович и его литературная деятельность. — Киев, 1897.
- Отчет о занятиях рукописями в библиотеках и других ученых учреждениях Москвы и Петербурга в сентябре и октябре 1896 г. — Киев, 1898.
- Религиозное и литературное движение в Болгарии в эпоху перед турецким завоеванием. — Киев, 1898.
- Малоизвестное сочинение Евфимия Зигабена, трактующее о богомилах // Известия историко-филологического института кн. Безбородко в Нежине. Т. XX. — Киев, 1902.
- Новооткрытая Буквица Досифея Обрадовича // там же.
- К истории философско-религиозного движения в Византии и Болгарии XIV в. // Научно-литературный сборник «Галицко-русской матицы». Т. 2. Вып. 1. — Львов, 1902.
- Заметки о некоторых рукописях Филиппопольской городской библиотеки. — СПб., 1903.
- «Епистолия о неделе» по филиппопольскому и белградскому спискам. — Киев, 1904.
- Заметки о пергаменном сборнике XIV века Венской придворной библиотеки. — СПб., 1904.
- Замечания относительно отдельных мест книги Иоанна Богослова по списку, изданному Деллингером. — СПб., 1904.
- Этюды по богомильству: к вопросу об отношении апокрифов к богомильству. — Киев, 1905.
- Этюды о богомильстве: видение пророка Исаии в пересказах катаров-богомилов. — Киев, 1908.
- Новейшие проекты реформы русской орфографии и мнения, высказанные по поводу их в печати нашими учеными. — Нежин, 1910.